# Liste der Bodendenkmäler in Außernzell
Auf dieser Seite sind die Bodendenkmäler in der niederbayerischen Gemeinde Außernzell zusammengestellt. Diese Tabelle ist eine Teilliste der Liste der Bodendenkmäler in Bayern. Grundlage ist die Bayerische Denkmalliste, die auf Basis des Bayerischen Denkmalschutzgesetzes vom 1. Oktober 1973 erstmals erstellt wurde und seither durch das Bayerische Landesamt für Denkmalpflege geführt wird. Die folgenden Angaben ersetzen nicht die rechtsverbindliche Auskunft der Denkmalschutzbehörde.

## Bodendenkmäler der Gemeinde Außernzell

### Bodendenkmäler im Ortsteil Außernzell
| Lage                  | Objekt | Akten-Nr.     | Bild |
| --------------------- | --- | ------------- | ---- |
| Außernzell (Standort) | Untertägige mittelalterliche und frühneuzeitliche Befunde im Bereich des Kirchhofes und der Katholischen Pfarrkirche Mariae Himmelfahrt in Außernzell. | D-2-7245-0011 |      |
| Außernzell (Standort) | Siedlung des Endneolithikums. | D-2-7245-0012 |      |
| Außernzell (Standort) | Untertägige mittelalterliche und frühneuzeitliche Befunde im Bereich der Katholischen Filialkirche St. Leonhard bei Außernzell.                        | D-2-7245-0081 |      |